# Cirrhilabrus
Cirrhilabrus és un gènere de peixos de la família dels làbrids i de l'ordre dels perciformes.

## Alimentació
Totes les espècies d'aquest gènere mengen zooplàncton.

## Distribució geogràfica
Es troba a les regions tropicals de l'Índic i del Pacífic.

## Taxonomia
- Cirrhilabrus condei (Allen i Riall, 1996)
- Cirrhilabrus cyanopleura (Bleeker, 1851)
- Cirrhilabrus earlei (Riall i Pyle, 2001)
- Cirrhilabrus exquisitus (Smith, 1957)
- Cirrhilabrus filamentosus (Klausewitz, 1976)
- Cirrhilabrus flavidorsalis (Riall i Carpenter, 1980)
- Cirrhilabrus joanallenae (Allen, 2000)[3]
- Cirrhilabrus johnsoni (Riall, 1988)
- Cirrhilabrus jordani (Snyder, 1904)
- Cirrhilabrus katherinae (Riall, 1992)
- Cirrhilabrus katoi (Senou i Hirata, 2000)[4]
- Cirrhilabrus laboutei (Riall i Lubbock, 1982)
- Cirrhilabrus lanceolatus (Riall i Masuda, 1991)
- Cirrhilabrus lineatus (Riall i Lubbock, 1982)
- Cirrhilabrus lubbocki (Riall i Carpenter, 1980)
- Cirrhilabrus lunatus (Riall i Masuda, 1991)
- Cirrhilabrus luteovittatus (Riall, 1988)
- Cirrhilabrus marjorie (Allen, Riall i Carlson, 2003)[5]
- Cirrhilabrus melanomarginatus (Riall i Shen, 1978)
- Cirrhilabrus morrisoni (Allen, 1999)
- Cirrhilabrus pylei (Allen i Riall, 1996)
- Cirrhilabrus rhomboidalis (Riall, 1988)
- Cirrhilabrus roseafascia (Riall i Lubbock, 1982)
- Cirrhilabrus rubrimarginatus Riall, 1992)
- Cirrhilabrus rubripinnis (Riall i Carpenter, 1980)
- Cirrhilabrus rubrisquamis (Riall i Emery, 1983)
- Cirrhilabrus rubriventralis (Springer i Riall, 1974)
- Cirrhilabrus sanguineus (Cornic, 1987)
- Cirrhilabrus scottorum (Riall i Pyle, 1989)
- Cirrhilabrus solorensis (Bleeker, 1853)
- Cirrhilabrus temminckii (Bleeker, 1853)
- Cirrhilabrus tonozukai (Allen i Kuiter, 1999)
- Cirrhilabrus walindi (Allen i Riall, 1996)
- Cirrhilabrus walshi (Riall i Pyle, 2001)[6][7][8][9][10][11][12][13]